# Morgó-barlang
A Morgó-barlang az egyik időszakosan működő jellegzetes víznyelőbarlang, amely a Duna–Ipoly Nemzeti Parkban lévő Gerecse hegységben található.

## Leírás
Vértesszőlős külterületén, a település központjától DK-re, a Farkas-völgy felső szakaszán, hegyoldalban, erdőben van függőleges tengelyirányú bejárata, amely beomlott. A Vértes László-barlang közelében, attól 300 m-re 170°-ra helyezkedik el.
Felszíni mélyedése 3 m mély és kb. 10 m átmérőjű, nagyon meredek falú víznyelőtölcsér. Időszakos víznyelésére a hozzá vezető vízmosási nyomok utalnak. A víznyelőszájnál szálkő kibukkanás figyelhető meg. A víznyelő morfológiája szerint domboldali tölcsér, amely miatt következtetni lehet genetikájára. Valószínűleg a nyelőpont már a völgyrendszer kialakulása előtt is működött, ezért csak a völgy mélyülésekor került a domboldalra. Jelenleg talán megint működő állapotban van. Alapvető törésrendszer és víznyelés miatt keletkezett. Kitöltése agyagos kőzettörmelék.
1978-ban volt először Morgó-barlangnak nevezve a barlang az irodalmában. Előfordul a barlang az irodalmában 30. sz. viznyelő (Juhász 1978), 30.sz. viznyelő (Juhász 1978), 30. sz. víznyelő (Juhász 1994), 30.sz. víznyelő (Székely 1994) és Gerecsei 30. sz. viznyelő (Polacsek 1991) neveken is.

## Denevér-megfigyelések
| \| Dátum \| Denevérfaj \| Egyedszám \| \| ------------------- \| ---------- \| --------- \| \| 1986. január 11. \| – \| – \| \| 2001. január 28. \| – \| – \| \| 2001. június 23. \| – \| – \| \| 2010. április 14. \| – \| – \| \| 2010. június 26. \| – \| – \| \| 2010. augusztus 15. \| – \| – \| \| 2010. december 8. \| – \| – \| \| 2011. június 11. \| – \| – \| \| 2011. december 30. \| – \| – \| |            |           |
| Dátum | Denevérfaj | Egyedszám |
| 1986. január 11. | –          | –         |
| 2001. január 28. | –          | –         |
| 2001. június 23. | –          | –         |
| 2010. április 14. | –          | –         |
| 2010. június 26. | –          | –         |
| 2010. augusztus 15. | –          | –         |
| 2010. december 8. | –          | –         |
| 2011. június 11. | –          | –         |
| 2011. december 30. | –          | –         |

## Kutatástörténet
1970-ben a Vértes László Karszt- és Barlangkutató Csoport bontotta meg az inaktív víznyelőt. Akkor a csoporttagok 10–12 m mélységig tárták fel, de a bejárati omladékos rész biztosításának hiánya miatt rövid időn belül beomlott és járhatatlanná vált. 1978. évi nyári táborában a csoport dolgozott a barlangban. A tagok kibontották és biztosították beomlott bejáratát, valamint elkészítették térképdokumentációját és fekete-fehér fényképdokumentációját. 1978. július 13-án Juhász Márton és Tóth József mérték fel a barlangot, majd a felmérés alapján Juhász Márton szerkesztette és rajzolta meg alaprajz térképét, valamint hossz-szelvény térképét 4 keresztmetszettel, amelyek 1:100 méretarányban készültek.
Az 1978. évi csoportjelentés szerint a csoport az addigi eredmények miatt átértékelte a csoport által 1969-ben készült helyszínrajzot és ezért a 30.sz. viznyelő a Morgó-barlang. A tagok a Hófehérke-barlang közelében feltárt barlangokat akarták elnevezni a hét törpe neveiről. A Hapci, Morgó és Szende javasolt nevek.
A 2,5 m mély, meredek falú töbör alján nyíló bejárat két oldalon szálkővel, máshol humuszos-agyagos kőtörmelékkel határolt. 3 m mélyen kis terem helyezkedik el, amelynek alját többmázsás, szálkőről leoldódott és összeékelődött mészkőtömbök képezik. Az ezek között lévő szűk hasadékok egyike, ha nagyon nehezen is, de járható, és egy 3 m mély aknába vezet. Az akna felső 2 m-re 1×1,4 m keresztmetszetű és tisztára mosott, nagyon oldott szálkőben halad. Alsó részét 0,6–0,4 m-esre szűkíti az agyagos kőtörmelék.
Itt egy új kis terem kezdődik, amelynek mennyezete szálkő, alját kőtörmelék és agyag fedi. A falakon néhol gyenge cseppkőbekérgesedés figyelhető meg. A teremből 2,5 m hosszú és ÉNy-i irányú kuszoda indul. Ennek végén felül egy omladékos felboltozódás, alul egy függőleges, 2,8 m mély, szűk hasadék nyílik. Ennek alját laza törmelék tölti ki, melyen át enyhe légmozgás tapasztalható. A felmért barlang 9,8 m mély és 16 m hosszú. A jelentéshez mellékelve lett egy 1:10.000 méretarányú helyszínrajz, amelyen a Halyagos-hegy barlangjainak és víznyelőinek elhelyezkedése látható. A helyszínrajzon jelölve van a Morgó-barlang helye. Az 1978. évi MKBT Beszámolóban napvilágot látott a jelentés nyomtatott változata.
Az 1981. évi Karszt és Barlang 1–2. félévi számában nyilvánosságra lett hozva, hogy a Morgó-barlangnak 4630/38. a barlangkataszteri száma. Az 1982. évi MKBT Beszámolóban publikálva lett az 1978. évi csoportjelentéshez mellékelt helyszínrajz. Az 1984-ben kiadott Magyarország barlangjai című könyv országos barlanglistájában szerepel a Gerecse hegység barlangjai között a 4630/38 barlangkataszteri számú barlang Morgó-barlang néven. A listához kapcsolódóan látható a Dunazug-hegység barlangjainak földrajzi elhelyezkedését bemutató 1:500 000-es méretarányú térképen a barlang földrajzi elhelyezkedése.
Az 1986. január 11-i barlangbejáráskor a Vértes László Karszt- és Barlangkutató Csoport megállapította, hogy nincs benne denevér. A Tatabányai Barlangkutató Egyesület 1991. évi jelentése szerint 1984 és 1991 közötti megfigyelések alapján a Farkas-völgy víznyelői közül az egyik legaktívabb a Morgó-barlang víznyelője. A pleisztocén befejeződésével néhány barlang az áradmányvizek völgymélyítő hatása miatt elvesztette vízgyűjtő területét, ezért aktivitásuk kisebb lett, például a Morgó-barlang vízgyűjtő aktivitása is. A barlang 10–12 m hosszú és 6–8 m mély. 1991-ben nem volt bejárható. További feltárása a szűk szelvény miatt nem célszerű.
Az 1994. évi Limesben közölt, Juhász Márton által írt tanulmányban az olvasható, hogy a Halyagoson 1970 elején kezdődött el az újonnan nyilvántartásba vett 30. sz. víznyelő próbabontása. 1970-ben folytatódott a víznyelő bontása, melynek eredménye a kb. 10–12 m mély Morgó-barlang feltárása. Az 1994. évi Limesben lévő, Székely Kinga által írt tanulmányban az olvasható, hogy a 4630/38 barlangkataszteri számú Morgó-barlang másik neve 30.sz. víznyelő. Bertalan Károly barlangleltárában nem szerepel az üreg. A Barlangtani Intézetben a barlangnak nincs kataszteri törzslapja, fényképe és irodalmi törzslapja, de térképe és kutatási törzslapja van.
A 2001. január 28-i, a 2001. június 23-i, a 2010. április 14-i, a 2010. június 26-i, a 2010. augusztus 15-i, a 2010. december 8-i, a 2011. június 11-i és a 2011. december 30-i barlangbejárásokkor a Gerecse Barlangkutató és Természetvédő Egyesület megállapította, hogy nincs benne denevér.